# Enrique ter Horst
Enrique ter Horst (* 22. November 1948 in Caracas) ist ein venezolanischer Jurist und politischer Analytiker sowie Funktionär der Vereinten Nationen (UN).
Sein Studium der Rechtswissenschaften absolvierte er an der Universidad Central de Venezuela, wo er 1971 mit dem Diplom abschloss. 1986 wurde er venezolanischer Botschafter des auswärtigen Dienstes. Von 1987 bis 1989 war er stellvertretender Präsident Internationalen Fonds für landwirtschaftliche Entwicklung (IFAD). Von 1989 bis 1992 war er Assistent des Generalsekretärs der Vereinten Nationen im Büro des Generaldirektors für Entwicklung und internationale Wirtschaftsbeziehungen, war Repräsentant des UN-Generalsekretärs an der Universität für den Frieden der Vereinten Nationen (UPEACE) und Sekretär des Verwaltungsausschusses für Koordinierung (Administrative Committee on Coordination). Als Sonderbeauftragter leitete er die UN-Missionen ONUSAL in El Salvador von April 1994 bis September 1995, ab April 1996 bei UNMIH, im Anschluss UNSMIH und dann UNTMIH in Haiti. Ebenso wurde er 1998 von Kofi Annan als Vertreter von Mary Robinson in ihrer Funktion als UNHCHR bestimmt.
Enrique ter Horst war unter anderem Chairman der Kommission für multinationale Zusammenarbeit bei der Internationalen Arbeitsorganisation (ILO).
| Personendaten    | Personendaten                                     |
| ---------------- | ------------------------------------------------- |
| NAME             | Horst, Enrique ter                                |
| KURZBESCHREIBUNG | politischer Berater und Analytiker, UN-Funktionär |
| GEBURTSDATUM     | 22. November 1948                                 |
| GEBURTSORT       | Caracas                                           |